# Giải vô địch bóng đá U-16 châu Âu 1982
Giải vô địch bóng đá U16 châu Âu 1982 (tiếng Anh: 1982 UEFA European Under-16 Championship) được tổ chức tại Ý. Giải đấu diễn ra từ ngày 5 tháng 5 đến ngày 7 tháng 5 năm 1982. Bốn đội tham dự vòng chung kết giải đấu, sau khi vượt qua được vòng loại.
U-16 Ý đã lên ngôi vô địch sau khi đánh bại U-16 Tây Đức trong trận chung kết.

## Vòng loại
26 đội tuyển U-16 quốc gia đã thi đấu vòng loại để xác định bốn đội tham dự vòng chung kết.

## Các đội tham dự
- Phần Lan
- Ý
- Tây Đức
- Nam Tư

## Kết quả
|  | Bán kết                         | Bán kết |                                |   | Chung kết | Chung kết |
|  |                                 |         |                                |   |           |           |
|  | 5 tháng 5 năm 1982 – Falconara  |         |                                |   |           |           |
|  |                                 |         |                                |   |           |           |
|  | Ý                               | 1 (4)   |                                |   |           |           |
|  | Ý                               | 1 (4)   | 7 tháng 5 năm 1982 – Falconara |   |           |           |
|  | Phần Lan                        | 1 (2)   |                                |   |           |           |
|  | Phần Lan                        | 1 (2)   | Ý                              | 1 |           |           |
|  | 5 tháng 5 năm 1982 – Senigallia |         | Ý                              | 1 |           |           |
|  |                                 | Tây Đức | 0                              |   |           |           |
|  | Tây Đức                         | Tây Đức | 0                              | 2 |           |           |
|  | Tây Đức                         |         |                                | 2 |           |           |
|  | Nam Tư                          | 1       |                                |   |           |           |
|  | Nam Tư                          | 1       | Tranh hạng ba                  |   |           |           |
|  |                                 |         |                                |   |           |           |
|  | 7 tháng 5 năm 1982 – Falconara  |         |                                |   |           |           |
|  |                                 |         |                                |   |           |           |
|  | Nam Tư                          | 0 (4)   |                                |   |           |           |
|  | Nam Tư                          | 0 (4)   |                                |   |           |           |
|  | Phần Lan                        | 0 (2)   |                                |   |           |           |

### Bán kết
| Ý                 | 1–1 | Phần Lan |
| ----------------- | --- | -------- |
|                   |     |          |
| Loạt sút luân lưu |     |          |
|                   | 4–2 |          |

| Tây Đức | 2–1 | Nam Tư |
| ------- | --- | ------ |
|         |     |        |

### Tranh hạng ba
| Nam Tư            | 0–0 | Phần Lan |
| ----------------- | --- | -------- |
|                   |     |          |
| Loạt sút luân lưu |     |          |
|                   | 4–2 |          |

### Chung kết
| Ý            | 1–0 | Tây Đức |
| ------------ | --- | ------- |
| Marco Macina |     |         |